# アルトゥーラス・カスプティス
アルトゥーラス・カスプティス（Artūras Kasputis、1967年2月22日 - ）は、現リトアニア（生誕時はソビエト連邦）、クライペダ出身の元自転車競技選手。

## 来歴
1985年
- ジュニア世界選手権自転車競技大会
  - 個人追抜 優勝
  - 団体追抜 3位

1987年
- ツール・ド・モロッコ 総合優勝
- トラックレース世界選手権
  - アマ・個人追抜 3位

1988年
- ソウルオリンピック
  -  団体追抜 優勝（+ ギンタウタス・ウマラス、ヴィアチェスラフ・エキモフ、ドミトリ・ネリュビン）

1991年
- シルクイト・モンタニェース 総合優勝

1992年、ポストボーンと契約を結びプロ転向したが、当年限りで契約切れとなる。
- クロノ・デ・エルビエ 優勝
- ルート・デュ・スュド 総合優勝
- トラックレース世界選手権
  - プロ・個人追抜 3位

1993年、当初はチーム無所属だったが、同年末、シャザル・MBK・ケーニヒ（後のAG2R・ラ・モンディアル）と契約。以後2002年まで同チームに在籍。
- バルセロナ〜モンペリエ 総合優勝

1994年
- ドーフィネ・リベレ 総合3位

1996年
- ドーフィネ・リベレ 区間1勝(第1)

1998年
- ダンケルク4日間レース 総合2位

1999年
- シルキュイ・デ・ミヌ 総合優勝

2000年
- ダンケルク4日間レース 総合2位